# 库尔德斯坦爱国联盟
库尔德斯坦爱国联盟（：‎），简称库爱盟（PUK），伊拉克库尔德斯坦的一个库尔德人政党。

## 历史
1975年5月22日，贾拉勒·塔拉巴尼、福阿德·马苏姆、瑙希尔万·穆斯塔法、阿迪尔·穆拉德、阿卜杜勒·拉扎克·法伊利结盟，成立库尔德斯坦爱国联盟。
塔拉巴尼曾是一个学生领袖、律师、记者和抵抗领袖，自库爱盟1975年成立以来一直是库爱盟的秘书长。
库尔德斯坦爱国联盟宣称该党致力于民族自决、人权与库尔德人的民主与和平。

## 著名成员
- 贾拉勒·塔拉巴尼，前任伊拉克总统。
- 福阿德·马苏姆，前任伊拉克库尔德斯坦总理、伊拉克总统。
- 巴尔哈姆·萨利赫，前任伊拉克库尔德斯坦总理、伊拉克总统、伊拉克副总理。
- 科斯拉特·拉苏尔·阿里，伊拉克库尔德斯坦副总统。
- 奥马尔·法塔赫·侯赛因，库尔德斯坦地区政府前副总理。
- 拉蒂夫·拉希德，前驻英国大使。
- 阿德尔·穆拉德，驻罗马尼亚大使。
- 谢哈布·谢赫·努里，库尔德政治家。
- 易卜拉欣·艾哈迈德，库尔德人作家、小说家。
- 纳杰马丁·舒凯尔·拉乌夫，自由斗士成员，已遇害。
- 瑙希尔万·穆斯塔法，已退党的创始成员，建立了变革运动。